# Judeida Makr
Judeida Makr (hebreiska: ג’דידה מכר) är en ort i Israel.   Den ligger i distriktet Norra distriktet, i den norra delen av landet. Judeida Makr ligger 82 meter över havet och antalet invånare är 17 530.
Terrängen runt Judeida Makr är platt åt sydväst, men åt nordost är den kuperad.Runt Judeida Makr är det ganska tätbefolkat, med 90 invånare per kvadratkilometer. Närmaste större samhälle är Haifa, 19,9 km sydväst om Judeida Makr. Trakten runt Judeida Makr består till största delen av jordbruksmark.